# Kimber Lake
Kimber Lake är en sjö i Kanada.   Den ligger i Kenora District och provinsen Ontario, i den sydöstra delen av landet, 1 400 km väster om huvudstaden Ottawa. Kimber Lake ligger 402 meter över havet. Arean är 1,4 kvadratkilometer. Den sträcker sig 1,3 kilometer i nord-sydlig riktning, och 4,1 kilometer i öst-västlig riktning.
I omgivningarna runt Kimber Lake växer i huvudsak blandskog. Trakten runt Kimber Lake är nära nog obefolkad, med mindre än två invånare per kvadratkilometer.